# Scarabaeus plausibilis
Scarabaeus plausibilis là một loài bọ cánh cứng trong họ Bọ hung (Scarabaeidae).